# 4811 Semashko
4811 Semashko (1973 SO3) là một tiểu hành tinh vành đai chính được phát hiện ngày 25 tháng 9 năm 1973 bởi L. V. Zhuravleva ở Nauchnyj.